# Action learning
Action learning – proces edukacyjny, podczas którego uczestnik analizuje własne zachowania i doświadczenie w celu ich poprawy. Robi się to w niewielkich grupach zwanych zespołami action learning (Action Learning Sets). Metoda jest szczególnie polecana dorosłym ponieważ umożliwia refleksję i powtórną analizę własnych działań. Ma to na celu lepsze zaplanowanie przyszłych działań i poprawienie ich.
Action learning wyraźnie różni się od tradycyjnych metod nauczania, które koncentrują się na prezentacji wiedzy i umiejętności. W przeciwieństwie do nich, skupia się na analizie dokonanych działań, z której wyłania się wiedza prowadząca w konsekwencji do poprawy umiejętności i jakości przyszłych zachowań. Action learning silnie wiąże się z dziedzinami takimi jak: egzystencjalizm, psychologia rozwoju człowieka i socjologia nauczania grupowego.
Twórca metody action learning, profesor Reginald Revans, opracował ją w latach 40. XX wieku. Pracując w brytyjskim przemyśle i ochronie zdrowia doszedł do wniosku, że konwencjonalne metody nauczania są nieefektywne.
W założeniach, uczący się mieli być wyczulani na braki w swojej wiedzy i motywowani do jej uzupełniania poprzez odpowiednio zadawane pytania i pomoc innych borykających się z podobnymi problemami. Później Revans stworzył dopracował swoją ideę, którą można streścić w równaniu:
L = P + Q
Gdzie „L” oznacza uczenie się (learning), „P” tradycyjne sposoby przekazywania wiedzy („programmed” knowledge) a „Q” – pytanie dla umożliwienia wglądu w sytuację (questioning)
Na potrzeby „Q” sformułowano cztery główne pytania:
- gdzie?
- kto?
- kiedy?
- co?

Oraz trzy dodatkowe
- dlaczego?
- jak dużo? (how many?)
- jak wiele? (how much?)

Mimo że „Q” jest osią całej metody action learning, to istnieją bardziej liberalne jej sformułowania, które pozwoliły na szerokie rozprzestrzenienie i stosowanie metody na całym świecie, w książce Revansa znajdują się przykłady m.in. z USA, Kanady, Ameryki Łacińskiej, Bliskiego Wschodu czy Azji.
Pomysł Revansa jest wciąż rozwijany – na przykład dr Richard Hale i dr Charles Margerison, obydwaj od początku kariery stykający się z ideą Revansa, rozwijali ją, tworząc rewolucyjną metodę szkolenia liderów. Wymyślony przez nich Uniwersytet dla liderów propaguje zadawanie pytań (osobistych i zawodowych) jeszcze przed zapoznaniem się z wiedzą książkową, co współgra z poglądem Revansa, że teoria ma następować po praktyce.

## Literatura
- Chambers, A. and Hale, R, 2007. Keep Walking: Leadership Learning in Action, RHA Publications, UK.
- Davison, R.M., Martinsons, M.G. and Kock, N. 2004. Principles of canonical action research, Information Systems Journal, 14(1), 65-86.
- Kramer, R. 2007. How Might Action Learning Be Used to Develop the Emotional Intelligence and Leadership Capacity of Public Administrators? Journal of Public Affairs Education, 13 (2): 205-230.
- Kramer, R. 2007. Leading Change Through Action Learning. The Public Manager, 36 (3):38-44.
- Marquardt, M. J. 1999. Action learning in action. Palo Alto, CA:Davies-Black.
- Marquardt, M. J. 2004. Harnessing the power of action learning. T+D, 58(6): 26–32.
- Martinsons, M.G. 1998. MBA action learning projects. Hong Kong University Press.
- Pedler, M. (Ed.). 1991. Action learning in practice (2nd ed.). Aldershot,UK: Gower.
- Pedler, M. 1996. Action learning for managers. London: Lemos and Crane.
- Raelin, J. A. 1997. Action learning and action science: Are they different? Organizational Dynamics, 26(1): 21–34.
- Raelin, J. A. 2000. Work-based learning: The new frontier of management development. Reading, MA: Addison-Wesley.
- Revans, R. 1980. Action learning: New techniques for management. London: Blond & Briggs, Ltd.
- Revans, R. W. 1982. The origin and growth of action learning.Brickley, UK: Chartwell-Bratt.
- Revans, R. W. 1998. ABC of action learning. London: Lemos and Crane.
- Sawchuk, P. H. 2003. Adult learning and technology in working class life. New York: Cambridge University Press.
- Interview with Dr Richard Hale on Action Learning Interviewed by Chris Duckworth, K Learning, KPMG, 14th April 2005:
- Cranier, Stuart. 1999. The 75 Greatest Management Decisions Ever Made. New York: AMACOM Publishing
- O’Neil, J. and Marsick, V.J. 2007. Understanding Action Learning. NY: AMACOM Publishing